# Eu Vou Ser como a Toupeira
Eu Vou Ser como a Toupeira é um álbum de canções originais, do músico José Afonso. Foi editado no Natal de 1972.
Neste disco, José Afonso canta letras de António Quadros (pintor) e Fernando Pessoa. Interpreta também a canção "A morte saiu à rua", dedicada ao escultor Dias Coelho, assassinado pela PIDE.

## Alinhamento
- A morte saiu à rua
- Fui à beira do mar
- Sete fadas me fadaram
- Ó minha amora madura
- O avô cavernoso
- Ó Ti Alves
- No comboio descendente
- Eu vou ser como a toupeira
- É para Urga
- Por trás daquela janela

## Ligações Externas
* Eu Vou Ser como a Toupeira no sítio Discogs.